# Каро Эмеральд
Каролина Эсмеральда ван дер Леу (нидерл. Caroline Esmeralda van der Leeuw; род. 26 апреля 1981, Амстердам), более известная как Каро Эмеральд (Caro Emerald) — нидерландская певица. 
Она дебютировала 6 июля 2009 года с синглом «Back It Up». 
Её первый студийный альбом Deleted Scenes from the Cutting Room Floor провёл 30 недель на первом месте в нидерландском хит-параде MegaCharts, что на одну неделе превысило рекорд, который ранее принадлежал пластинке Thriller Майкла Джексона, и стал самым продаваемым диском 2010 года в Нидерландах. 
3 октября 2010 года Каро Эмеральд была награждена нидерландской музыкальной премией Edison в категории «Лучшая певица».

15 января 2011 года она получила Поп-премию-2010 за большой вклад в нидерландскую поп-музыку.

## Дискография

### Альбомы
- 2010 — Deleted Scenes from the Cutting Room Floor[англ.]
- 2011 — Live at the Heineken Music Hall[англ.] (концертн.)
- 2013 — The Shocking Miss Emerald
- 2017 — Acoustic Sessions Parts I & II[источник не указан 748 дней]

### Синглы
- 2009 — «A Night Like This»
- 2010 — «That Man»
- 2010 — «Stuck»
- 2011 — «Riviera Life»
- 2011 — «You’re All I Want for Christmas» (feat. Brook Benton)
- 2013 — «Tangled Up»
- 2015 — «Quicksand»
- 2017 — «Emerald Island»